# Sidney Reilly
Sidney George Reilly, właśc. Zygmunt Rosenblum (ur. 12 marca?/24 marca 1874 w Odessie, zm. 5 listopada 1925 pod Moskwą) – funkcjonariusz Scotland Yardu, a następnie agent zajmujący się szpiegostwem na rzecz Wielkiej Brytanii, ofiara operacji Trust zorganizowanej przez służby wywiadowcze Związku Radzieckiego.

## Życiorys

### Młode lata
Zygmund Rosenblum urodził się w Odessie w bogatej rodzinie żydowskiej. Jego rodzicami byli Paulina i Grigorij Rosenblumowie. W 1890 zerwał kontakty z rodziną i wyemigrował do Londynu, gdzie prowadził awanturniczy tryb życia. W 1896 roku przebywając w Anglii Rosenblum zmienił nazwisko na Sidney Reilly. Otrzymał paszport i rozpoczął pracę na rzecz brytyjskiego wywiadu. Udało mu się wykraść dokumentację z zakładów zbrojeniowych Kruppa oraz plany budowy niemieckich okrętów. W czasie I wojny światowej, na zapleczu frontu zbierał informacje dla aliantów.

### As szpiegów
W 1918 został szpiegiem Secret Service Bureau (SSB) i od razu oddelegowano go wraz z brytyjskim dyplomatą Robertem Lockhartem do Rosji, aby organizować opozycję antybolszewicką. Lockhart razem z Borysem Sawinkowem opracował plan wymordowania wszystkich przywódców bolszewickich w ciągu nocy, w której w Rosji wylądują wojska alianckie. Od samego początku byli oni obserwowani przez agentów Wszechrosyjskiej Komisji Nadzwyczajnej do Walki z Kontrrewolucją i Sabotażem. Po zamachu na Włodzimierza Lenina Lockhart i Reilly zostali aresztowani przez funkcjonariuszy WCzK. Obaj zostali wypuszczeni, a po ponownym aresztowaniu wymieniono ich na rosyjskich agentów aresztowanych przez brytyjskie służby w Londynie. Reilly został zwolniony ze służby SSB w 1921 w stopniu porucznika.
Przez wiele lat wokół Sidneya Reilly’ego krążyła legenda świetnego szpiega. W Wielkiej Brytanii był nazywany „Asem szpiegów”. W rzeczywistości Reilly współpracował z kilkoma wywiadami, pracując już dla Brytyjczyków. Miał co najmniej kilka paszportów i jednocześnie był żonaty z kilkoma kobietami w różnych krajach. W trakcie swojego pobytu w Rosji współpracował z wieloma organizacjami antybolszewickimi będącymi w rzeczywistości częścią najpierw WCzK, a potem OGPU. Na tej podstawie nieświadomie przekazywał Brytyjczykom nieprawdziwe informacje o rozległym podziemiu antybolszewickim, zakładanym w większości przez agentów radzieckich służb.

### Śmierć
W 1925 roku pojechał do ZSRR z działaczem Monarchistycznego Związku Centralnej Rosji (MZCR) w celu przygotowania powstania przeciw bolszewikom, a w rzeczywistości z agentem OGPU Grigorijem Syrojeżkinem. Granicę fińsko-radziecką przekroczył 25 września 1925 roku, następnie dotarł do Moskwy gdzie w czasie spotkania z działaczami MZCR (którym przedstawił plan wywołania powstania oraz źródła finansowania) został aresztowany i przewieziony do siedziby OGPU w Moskwie przy ulicy Wielkiej Łubianki. W obawie przed śmiercią zaproponował współpracę, a do szefa OGPU Feliksa Dzierżyńskiego napisał, że dostarczy wszystkie informacje na temat brytyjskich tajnych służb. Po złożeniu w czasie śledztwa gruntownych i drobiazgowych zeznań na temat brytyjskich służb, został rozstrzelany 5 listopada 1925 w podmoskiewskim lesie. Wcześniej jednak na granicy radziecko-fińskiej zainscenizowano sceny ze strzelaniną w których rzekomo zabity został Sidney Reilly.